# Christophe Guillarmé
Christophe Guillarmé, né le 15 septembre 1977 à Antibes, est un créateur de mode français.

## Biographie
Christophe Guillarmé grandit à Antibes. Diplômé de l’École supérieure des arts appliqués Duperré, il travaille tout d'abord chez Jean-Charles de Castelbajac, Dice Kayek et Stella Cadente avant de lancer sa première collection en tant que jeune créateur en 1998.
Il habille régulièrement des personnalités comme Mia Frye, Nora Arnezeder, Hélène Segara, Hafsia Herzi, Victoria Silvstedt ainsi que la triple vice-championne du monde de patinage artistique, Surya Bonaly,,,.
Depuis 2003, Christophe Guillarmé ouvre régulièrement un show-room lors du festival de Cannes, et met à disposition des tenues pour la montée des marches,,. En janvier 2008, il a organisé un défilé au Palais des festivals et des congrès de Cannes. Il participe également à divers évènements liés au festival.
En 2007, en tant que jeune créateur, la fédération de la haute-couture lui a permis de faire défiler sa collection printemps-été 2008 dans les bâtiments du Ministère de la culture et de la communication.

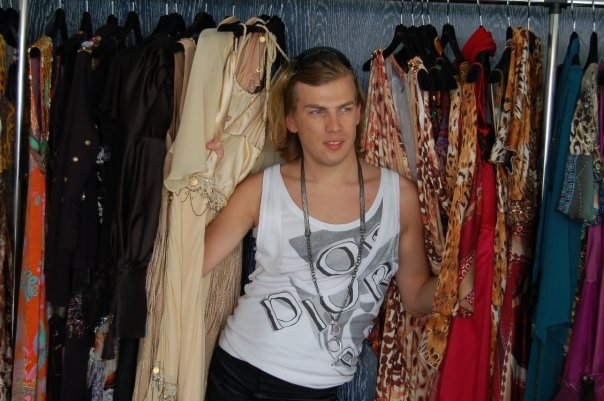
Christophe Guillarmé en 2010.

En 2010, il fut candidat à l'émission de télé-réalité La Ferme Célébrités en Afrique, diffusée sur TF1. Concourant au bénéfice de l'association Sidaction, il fut éliminé en neuvième semaine lors de la demi-finale le 2 avril 2010.
Christophe Guillarmé a également développé un parfum, nommé Le Tapis Rouge et lancé peu après sa participation à La Ferme célébrités en Afrique,, en collaboration avec le parfumeur Jean-Denis Saisse. Conçu comme un hommage au festival de Cannes, il est dédié aux femmes « ultra-féminines » et « contemporaines ».
À l'occasion du festival de Cannes 2011, Christophe Guillarmé présente une nouvelle collection. S'il dit utiliser le festival, « sésame pour les créateurs », pour « acquérir une certaine notoriété », le styliste prend soin cette année-là de ne pas se montrer « envahissant » et de soigner son image, « brouillée » par sa participation à La Ferme Célébrités. Dans les années qui suivent, il continue de présenter régulièrement ses créations lors du festival de Cannes, tout en habillant diverses vedettes.

## Vie privée
Le 26 août 2016, Christophe Guillarmé épousa à Paris son compagnon Thierry Marsaux.